# Никольский, Николай Михайлович (ветврач)
Николай Михайлович Никольский (июль 1883 — 5 октября 1970) — начальник ветеринарного управления РККА, корветврач (1935).

## Биография
Член ВКП(б) с 1919 года. Родился в русской семье сельского священника. Окончив в 1905 году духовную семинарию в Калуге, поступил в Варшавский ветеринарный институт. За участие в революционном студенческом движении подвергался аресту. В 1906 году перевёлся в Казанский ветеринарный институт. В Казани был секретарем социал-демократической студенческой фракции. После окончания института в 1910 году командирован в Закавказье для борьбы с чумой крупного рогатого скота. В 1911—1912 заведовал бойней в селении Маштаги (около Баку). В 1912 году поступил на службу в земство Жиздринского уезда Калужской губернии в качестве участкового ветеринарного врача. Затем на такой же должности работал на станции Бабынино. В апреле 1914 года поступил на курсы по животноводству при Рижском политтехникуме. С началом войны с Германией был призван в армию и назначен старшим ветеринарным врачом 28-й артиллерийской бригады. За добросовестную службу награждён четырьмя орденами. Последний чин в старой армии — титулярный советник.
После Февральской революции в 1917 году был избран заместителем председателя дивизионного суда и председателем ветеринарного комитета 20-й армейского корпуса. Избирался на съезды Западного и Юго-Западного фронтов, а также на Всероссийский ветеринарный съезд (апрель 1917 года). На этом съезде избран членом Главного Ветеринарного совета. С июля — член Главного Военно-ветеринарного комитета. С мая 1918 года — член коллегии Военно-ветеринарного управления Красной армии. С января 1919 года — помощник начальника этого управления. В мае 1920 года назначен начальником Военно-ветеринарного управления РККА, которое возглавлял вплоть до своего ареста в 1937 году. Одновременно с 1921 года заместитель начальника Центрального ветеринарного управления Наркомата земледелия РСФСР. С 1924 года — ответственный редактор журнала «Советская ветеринария». С июля 1927 года — представитель Наркомата по военным и морским делам в Комитете по ветеринарным делам при Совете Труда и Обороны СССР, член президиума этого комитета. Был в зарубежных командировках (в 1926 году — в Германии и Австрии, в 1929 году — во Франции и Италии).
Награждён орденом Трудового Красного Знамени РСФСР (1928).

«1 мая 1935 года исполняется 15 лет работы в должности начальника Ветеринарного управления РККА тов. Никольского Николая Михайловича. За этот период ветеринарное дело в РККА под непосредственным руководством тов. Никольского сделало значительные успехи, в особенности в сбережении конского состава. Работники ветеринарной службы упорно работают над подготовкой ветеринарных кадров, над ветеринарной подготовкой бойца и командира, над приложением нашей новой социалистической техники в лечебных и противоэпизоотических мероприятиях. За хорошую работу и руководство ветеринарной службой в РККА объявляю тов. Никольскому благодарность и награждаю легковой машиной. Уверен, что ветеринарные работники под умным руководством тов. Никольского и впредь с той же настойчивостью будут работать над сбережением коня, над повышением боевой готовности Красной армии».— Из приказа наркома обороны СССР № 75 от 30 апреля 1935
Арестован 30 сентября 1937. Военной коллегией Верховного суда СССР 4 мая 1939 по обвинению во вредительстве приговорён к пятнадцати годам заключения в исправительно-трудовом лагере. Заключение отбывал в Воркутинском ИТЛ. Срок отбыл полностью. Из лагеря освобождён 30 сентября 1952. Определением Военной коллегии от 18 июня 1955 реабилитирован. Умер в Москве 5 октября 1970.

## Публикации
Автор более 100 работ по различным вопросам ветеринарии, редактор ряда руководств и книг. При участии Никольского начали издаваться журналы по ветеринарии. Участвовал в работе ветеринарной секции ВАСХНИЛ.